# Mont Liceu
El Licèon o Mont Liceu (grec: Λύκαιο; grec antic: Λύκαιον, en llatí: Lycaeus) són unes muntanyes d'Arcàdia que s'alcen 1421 msnm. Es tracta d'un massís muntanyós en el qual hi ha diversos cims, entre els quals el Diofórti, el Ceràusion o Stefáni, i el Nòmia o Tetrázi.
Antigament era un lloc de culte de Zeus. Al cim (que rebia el nom d'Olimp o ἱερὰ κορυφή 'cims sagrats') hi havia un altar de Zeus Liceu, un hipòdrom (del qual es conserven restes) i un estadi on se celebraven els Jocs Liceus, en honor del mateix Zeus Liceu. Hom els considerava semblants a les Lupercàlia romanes. No lluny de l'hipòdrom hi havia un temple dedicat a Pan, i a la part oriental un temple d'Apol·lo Parrasi.